# 天山茶藨子
天山茶藨子（学名：Ribes meyeri），为虎耳草科茶藨子属下的一个植物变种。